# Nationale Postcode Loterij
De Nationale Postcode Loterij (vaak afgekort als "NPL" of kortweg de "Postcode Loterij" genoemd), die in 1989 werd opgericht door Boudewijn Poelmann, Simon Jelsma, Herman de Jong en Frank Leeman, is een Nederlandse loterij die onderdeel is van de Postcode Lottery Group. Het hoofdkantoor van de Nationale Postcode Loterij bevindt zich op de Zuidas in Amsterdam.
Novamedia is de bedenker en eigenaar van het postcodeloterijconcept en voert de directie over de postcodeloterijen in Nederland, Engeland (People's Postcode Lottery), Zweden (Svenska Postkodlotteriet), Duitsland (Deutsche Postcode Lotterie) en Noorwegen (Norsk Postkode Lotteri). In Nederland zijn dat de Nationale Postcode Loterij en de VriendenLoterij. Deze loterijen zijn opgericht vanuit het ideaal structureel geld te genereren voor goededoelenorganisaties die bijdragen aan een betere en leefbare wereld. In de vergunning van de Kansspelautoriteit is vastgelegd dat minimaal 40% uit de inkomsten van de lotverkoop is bestemd voor organisaties die werkzaam zijn op het gebied van welzijn en gezondheid (VriendenLoterij) en mens en natuur (Postcode Loterij).
Met een omzet van 830 miljoen euro in 2023 is de Postcode Loterij een grote loterij in Nederland. In Nederland doen ruim 3 miljoen mensen mee met deze loterij. 

## Goede doelen
De Nederlandse wet op de kansspelen verplicht de Postcode Loterij en alle andere loterijen met een artikel 3-vergunning (loterijen die zijn opgericht voor het goede doel) om minimaal 40% van de opbrengsten te doneren aan goede doelen. De Postcode Loterij heeft sinds de oprichting in 1989 meer dan 8 miljard euro uitgekeerd aan goededoelenorganisaties. Van de inleg gaat 42% naar goede doelen, is 38% prijzengeld en gaat 20% naar eigen werving- en organisatiekosten (cijfers 2023). Er zijn 146 goede doelen die jaarlijks een vaste bijdrage ontvangen van minimaal 500.000 euro. Daarnaast zijn er organisaties die een eenmalige bijdrage krijgen. In totaal ontvangen 176 organisatie een bijdrage van de Postcode Loterij uit de opbrengst van 2023. Het grootste bedrag gaat naar Stichting DOEN, dat in 1991 is opgericht door de Postcode Loterij zelf en groene, sociale en creatieve voorlopers steunt met donaties, leningen en door te participeren. Verder gaan er bijdragen naar onder andere UNICEF, Oxfam Novib, Artsen zonder Grenzen, het Wereld Natuur Fonds, Vereniging Natuurmonumenten, VluchtelingenWerk Nederland, Urgenda, het Oranje Fonds en het Kansfonds.
In 2023 bedroeg de opbrengst voor de goededoelenorganisaties ruim 349 miljoen euro.

## Werving- en organisatiekosten
In 2023 bedroegen de kosten voor werving en organisatie 21,4%, hetgeen neerkomt op ruim 251 miljoen euro.

## Postcode
Een deelnemer speelt mee met een bestaande postcode (van vier cijfers en twee letters) naar keuze. Vaak speelt men mee met de eigen postcode, meespelen met een andere postcode kan ook. Er worden in totaal maximaal 499 loten per postcode uitgegeven.

## Kosten per lot
Een PostcodeLot kost 15,25 euro per lot, per trekking. Er zijn 14 trekkingen per jaar. Ook zijn er de opties Plus (2,50 extra) en Premium (5,00 extra). Met Plus en Premium maken deelnemers kans op prijzen uit de reguliere prijzenpot en extra prijzen. 

## Prijzen
De hier en in de werving genoemde prijzen zijn brutoprijzen. Bij prijzen groter dan € 449 wordt 30,5% kansspelbelasting ingehouden. Er zijn geldprijzen, maar men kan ook prijzen in natura winnen.

### Straatprijs
De PostcodeStraatprijs wordt wekelijks bekendgemaakt. Alle deelnemers uit die postcode winnen per lot € 25.000. Een van de deelnemers wint ook een auto (BMW) naast de geldprijs. De uitreikingen van de straatprijzen zijn te zien in tv-programma's van de Postcode Loterij, zoals Eén tegen 100.

### Super Postcodeprijs
De SuperPostcodeprijs is een prijs van de Postcode Loterij die maandelijks bekend wordt gemaakt. De prijs van € 1 miljoen wordt verdeeld over het aantal deelnemers in de winnende postcode. Elke deelnemer ontvangt naar rato van het aantal verkochte loten op die postcode een deel van de prijs. Een voorbeeld: spelen er tien loten mee met de winnende postcode, dan is de prijs per lot € 100.000. Een deelnemer kan meespelen met meerdere loten en wint de prijs per lot. 

### Kanjerprijs
De PostcodeKanjer is sinds 1996 de bekendste en grootste prijs van de Nationale Postcode Loterij en bedraagt altijd vele miljoenen euro's. Op 1 januari wordt jaarlijks de grootste kanjerprijs van het voorgaande jaar verdeeld, de PostcodeKanjer. De verdeling van de prijs gaat als volgt: alle deelnemers van de Postcode Loterij die alleen de winnende cijfers (= wijkcode) in hun lotnummer hebben, verdelen met elkaar de helft van de miljoenenprijs. Alle deelnemers van de Postcode Loterij die zowel de winnende cijfers als de winnende letters (=postcode) in hun lotnummer hebben, verdelen met elkaar de andere helft van het totaalbedrag. De verdeling gebeurt op basis van het aantal opgebouwde "Kanjerpunten" (10 punten per lot per trekking en er zijn 14 trekkingen per kalenderjaar). De PostcodeKanjer van 1 januari 2025 bedraagt € 59,7 miljoen.

### AH Cadeaukaart
Jaarlijks ontvangen alle leden van de Postcode Loterij in de maanden oktober en november een cadeaukaart van € 12,50. De Postcode Loterij voert deze campagne in samenwerking met supermarktketen Albert Heijn. Tot 2019 heette de campagne "Doe maar lekker duurzaam" en kon de cadeaukaart ingewisseld worden voor duurzame producten van 2019 t/m 2021 dat jaar heette deze "Vega Favorieten" en kon de cadeaukaart ingewisseld worden voor vegetarische producten en vanaf 2022 "Geniet van het Goede", waarbij van de cadeaukaart gezonde producten gekocht kunnen worden. De kaart dient voordat deze ingewisseld kan worden te worden geactiveerd op de site van de Postcode Loterij. Hier vind je ook een lijst met producten waarvoor de cadeaukaart kan worden ingewisseld. Nadat de kaart is geactiveerd kan deze bij elk filiaal van AH worden ingewisseld.

### Natuurboek en fotowedstrijd
Sinds 2021 ontvangen alle leden van de Postcode Loterij vanaf begin maart(in 2023 vanaf begin mei en sinds 2024 vanaf eind mei) jaarlijks een natuurboek. Dit boek gaat elk jaar over een ander onderwerp. Zo kregen alle leden in 2021 een boek over vogels, in 2022 een boek over bomen en struiken, in 2023 een boek over vlinders en andere insecten, in 2024 een boek over wilde bloemen en planten en in 2025 een boek over wilde dieren en paddenstoelen. Hierbij organiseert de Postcode Loterij ook jaarlijks een natuurfotowedstrijd. Leden van de Postcode Loterij kunnen van eind maart t/m begin mei (in 2023 alleen in de maand mei en vanaf 2024 in de maand juni) natuurfoto's insturen. Degene die de mooiste foto instuurt, wint een Canoncamera. De foto's die worden ingestuurd worden gepubliceerd op de site van de Nationale Postcode Loterij.

## Kritiek en controverses
- Het belangrijkste punt van kritiek op de Postcode Loterij is dat deze loterij inspeelt op de angst om een groot geldbedrag mis te lopen (fear of missing out (FOMO)) door niet mee te spelen, gezien het feit dat het lotnummer gelijk is aan de postcode en prijzen dus worden uitgereikt aan alle deelnemers in de winnende straat (elke straat in Nederland heeft een eigen postcode). In tegenstelling tot andere loterijen waar men pas een lotnummer verkrijgt met de aankoop van een lot, kan iedereen dus met zekerheid weten te hebben gewonnen als men had meegespeeld met de Postcode Loterij. Ook ziet men in de straat of er een prijs is gevallen. Dit is te zien aan het feit dat ambassadeurs van de Postcode Loterij door de straat lopen al dan niet begeleid door camera's of aan het feit dat er een tent wordt opgebouwd in het centrum van de plaats waar de prijs is gevallen. Dit zou mensen er uit angst toe bewegen om mee te spelen, wat door sommigen als "emotionele chantage" wordt beschouwd. Het zou voor mensen die op een winnende postcode wonen, maar niet meespelen een onprettig gevoel geven dat hun buren 'rijk' zijn maar zij zelf niet. Dit blijkt ook uit onderzoek dat Marcel Zeelenberg van de Universiteit van Tilburg heeft gedaan naar de redenen om met de Postcode Loterij mee te doen. Volgens de onderzoeker stimuleert de Postcode Loterij dit gevoel al in de reclameuitingen (U speelt niet mee, wat betekent dat u straks met lege handen komt te staan). Ook concludeert hij dat de Postcode Loterij invloed heeft op het leven van mensen die niet gewonnen hebben doordat ze geen loten hebben gekocht.[6] De voornaamste beweegreden om mee te spelen met een loterij is het dromen over het winnen van veel geld en de grote kans om een geldprijs te winnen. Zo blijkt uit onderzoek van Onderzoeksbureau Blauw.
- In 2007 klaagde een vrouw uit Heusden de Postcode Loterij aan wegens 'psychische schade' die ze zou hebben opgelopen doordat de straatprijs op haar postcode was gevallen terwijl zij niet meespeelde. De Postcode Loterij zou ongevraagd gebruikmaken van postcodes door deze als lotnummers te gebruiken en daarnaast ook nog zo expliciet verliezers aanwijzen. Daarmee zou de Postcode Loterij inbreuk maken op de persoonlijke levenssfeer van mensen die niet meedoen en hen tegen hun wil in betrekken bij de loterij. De rechter wees de claim van de vrouw af, al meende deze wel dat de loterij een tegenstelling kan creëren binnen een kleine gemeenschap als Heusden.[7][8] De vrouw ging vervolgens in hoger beroep, maar verloor dat ook.[9]

- In een interview op RTL Z maakte de advocaat Peter Plasman bekend dat hij wil dat het mogelijk wordt dat mensen zich verzekeren tegen de Postcode Loterij. Deze verzekering houdt dan in dat mensen die niet meespelen dezelfde prijs krijgen als hun buren die wel meedoen, mocht er een prijs vallen op hun postcode. Plasman wil dit omdat de Postcode Loterij naar zijn mening inspeelt op de angst om een prijs mis te lopen en mensen zich zo gedwongen voelen om mee te spelen.[10]
- In november 2007 oordeelde zowel de Reclame Code Commissie als het College van Beroep voor het bedrijfsleven dat een mailing met een "persoonlijke BMW-wincode" misleidend was. Het zou onvoldoende duidelijk zijn geweest dat men deze code alleen kon "activeren" door loten aan te schaffen.[11]
- In 2012 maakte de Postcode Loterij na overleg met de BOVAG bekend te stoppen met het uitdelen van duizenden fietsen tegelijk in één wijk omdat lokale fietsenhandelaren daardoor failliet dreigden te gaan.[12][13]
- Op 19 juni 2012 veroordeelde de rechtbank Amsterdam de Postcode Loterij tot het alsnog uitbetalen van € 2.500 aan zes deelnemers aan de Gouden Munt-actie van de Postcode Loterij.[14] De Reclamecodecommissie had al eerder geoordeeld dat de Gouden Munt-actie misleidend was, maar er was een vonnis van een rechter nodig om de Postcode Loterij te dwingen het bedrag werkelijk uit te betalen. Dit was de eerste - en tot nu toe enige - keer dat de Postcode Loterij werd gedwongen tot uitbetaling van een prijs. De zes deelnemers werden bijgestaan door de Friese advocaat Jan Pieter Bood.[15]
- Op 22 februari 2013 beboette de OPTA de Postcode Loterij, BankGiro Loterij, VriendenLoterij en de overkoepelende Holding Nationale Goede Doelen Loterijen voor de tweede maal voor het overtreden van de telemarketingregels. Consumenten werden tegen hun wil telefonisch benaderd door de Goede Doelen Loterijen. In totaal zijn bijna 140.000 consumenten ongevraagd gebeld ondanks dat zij ingeschreven stonden bij het Bel-me-niet Register. Daarnaast is tijdens bijna 550.000 telefoontjes niet aan consumenten gevraagd of zij nogmaals gebeld wilden worden (‘recht van verzet’) noch inschrijving in het register aangeboden. Deze telefoontjes zijn gepleegd in de periode van 1 november 2009 tot 1 november 2010. OPTA heeft de overtredingen beboet met in totaal 845.000 euro. De boete is in hoger beroep vernietigd.[16]
- In 2013 legde de OPTA een boete op, ditmaal een bedrag van 200.000 euro voor het versturen van ruim 78 miljoen commerciële e-mails waarvoor geen toestemming was gegeven, of waarvoor op onzorgvuldige wijze toestemming was gevraagd.[17]
- Op 1 januari 2016 liep Kamal Maihouane uit Sittard de Postcode Kanjer mis omdat de automatische incasso was mislukt wegens een ontoereikend banksaldo.[18] Hij stapte daarop naar de rechter met de argumenten dat de Postcode Loterij nalatig was geweest door hem niet op de hoogte te stellen dat de automatische incasso was mislukt en dat de Postcode Loterij net zo goed zijn vier loten elk apart had kunnen incasseren, zodat hij alsnog met twee loten had kunnen meespelen, omdat hij daar wél genoeg saldo voor had. De Postcode Loterij voerde echter aan dat het de eigen verantwoordelijkheid is van de deelnemer om over voldoende banksaldo te beschikken én dat volgens het deelnemersreglement per deelnemer maandelijks alle meespelende loten tegelijkertijd worden geïncasseerd. De rechter stelde de Postcode Loterij in het gelijk en veroordeelde Maihouane bovendien tot het betalen van de proceskosten van € 10.325.[19][20]
- De wijze van opzeggen van een abonnement op loten is volgens de Consumentenbond nodeloos ingewikkeld waarbij deelnemers onder druk worden gezet om toch mee te blijven spelen. In mei 2017 paste de Postcode Loterij haar website aan, maar volgens de bond onvoldoende. Men volhardde daarom in de kritiek op de service van de loterijorganisatie.[21] In maart 2018 meldde de Consumentenbond dat uit een nieuw onderzoek opnieuw was gebleken dat de Postcode Loterij toezeggingen om het opzeggen makkelijker te maken niet was nagekomen. Zo bleek het voor sommige , van de in totaal tien, proefpersonen van de Consumentenbond een uitdaging om iemand aan de lijn te krijgen. Zij kregen te horen dat opzeggen wegens een technische storing tijdelijk niet mogelijk was. Ook moesten ze bij telefonisch opzeggen nog steeds tot wel zes keer toe herhalen echt te willen stoppen met deelname aan de loterij en was de website nog altijd onvoldoende aangepast.[22]
- In januari 2018 kwamen er bij de Stichting Reclame Code klachten binnen naar aanleiding van reclame die de Postcode Loterij had verstuurd in een neutraal ogende envelop (aan de envelop was niet te zien dat deze afkomstig was van de Postcode Loterij) met daarop het woord "HERINNERING". De klagers vonden deze reclame sterk lijken op een aanmaning.[23] Hierover werd geklaagd bij de Reclame Code Commissie, die de klagers in het gelijk stelde. De Postcode Loterij ging tegen de uitspraak in beroep, maar verloor dat ook.[24]
- In september 2018 hield de Postcode Loterij een deelnemer ten onrechte tegen bij de Kofferjacht, die volgens de gedupeerde in scène was gezet. De Postcode Loterij gaf de fout toe en compenseerde de gedupeerde deelnemer. Overigens deed de Postcode Loterij dat pas nadat de gedupeerde had gedreigd de aandacht van de media op te zoeken.[25]
- Volgens de Consumentenbond wordt er regelmatig geklaagd over de grote hoeveelheden reclame die de Postcode Loterij ongevraagd per post verstuurt. Naar aanleiding hiervan pleitten de Partij van de Arbeid en D66 voor een "bel-me-niet-register" voor post.[26]
- Kritiek is er ook op de door de Postcodeloterij gesteunde goede doelen, met name op de miljoenensteun aan Stichting Urgenda. Daarom stelde Forum voor Democratie-politicus Thierry Baudet in 2020 in een aflevering van Radio EenVandaag voor om deelnemers bijvoorbeeld zelf te laten kiezen waar hun inleg naartoe gaat.[27] Columnist Syp Wynia hekelde in 2021 de vermeende linkse en anti-christelijke neiging van de gekozen goede doelen.[28]
- Ook is er kritiek op de massale en ongevraagde verzending van kleine prijzen zoals agenda's en boekjes.[bron?]

## Televisieprogramma's gesponsord door de Nationale Postcode Loterij

### Huidige programma's
- Miljoenenjacht (2000-heden: TROS, Talpa / Tien, RTL 4, SBS6)
- Eén tegen 100 (2000-heden: TROS, Talpa / Tien, RTL 4, NCRV, AVROTROS, RTL 4)

### Voormalige programma's
- f 64.000,- vraag (1990-1992: RTL 4)
- Hitbingo (1991-1993: RTL 4)
- Postcode Jackpot (1994-1995: TROS)
- Postcode Loterij Recordshow (1995-1998: RTL 4)
- Diverse Nieuwjaarsshows bij RTL 4 (1997-2003, 2008-2013)
- Postcode Zomerkampioen (1999: RTL 4)
- Postcode Loterij Live! (1999-2000: TROS)
- De kans van je leven (1999-2000: RTL 4)
- Wedden dat..? (1999: RTL 4)
- Postcode Loterij Sterren Playbackshow (2000: RTL 4)
- De Postcode Kanjer Comebackshow (2005: Talpa)
- Deal or No Deal (Nederland) (2006-2008, 2021-2022: Tien, RTL 5)
- Wat Schat Je? (2008: RTL 4)
- Kanjers van Goud (2008-2016: RTL 4)
- Wat vindt Nederland? (2009-2011, 2013: RTL 4)
- Postcode loterij: De Nederlanders van het Jaar! (20 december 2009: RTL 4)
- Postcode Loterij: De Straatprijs (2012: SBS6)
- The Price is Right (2012-2013: SBS6)
- Beat the Crowd (2014: RTL 4)
- RTL Live (2016-2017: RTL 4)
- Bestemming... (2016-2019: RTL 4)
- 5 Uur Live (2017-2020: RTL 4)
- Postcode Loterij: De Weg Naar Het Miljoen(2018: RTL 4)
- De 5 Uur Show (2020-2021: SBS6)
- De Kluis (2018-heden: StukTV)

## Ambassadeurs
De volgende personen zijn ambassadeur van de loterij:
- Caroline Tensen
- Martijn Krabbé
- Winston Gerschtanowitz
- Gaston Starreveld
- Quinty Trustfull
- Nicolette van Dam
- Humberto Tan
- Richard Krajicek
- Esther Vergeer

## Publicatie
- Ineke Holtwijk: De mannen van de droomfabriek. Het verhaal achter het succes van de Postcodeloterij. Amsterdam, Balans, 2015. ISBN 9789460032011.